# バンデン・プラ

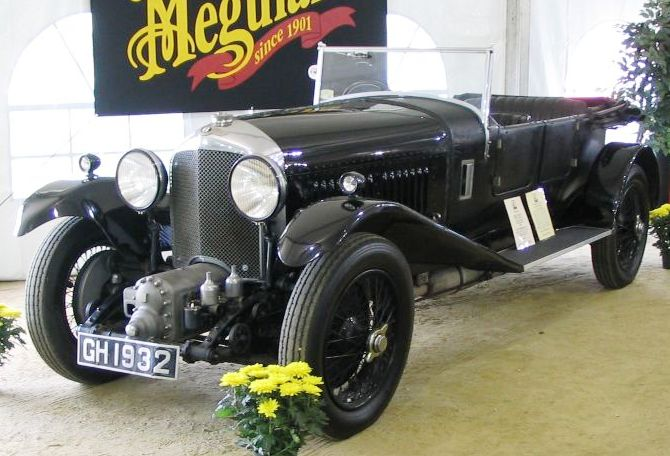
ベントレー・4½リッター
バンデン プラ トゥアラー（1930年）

バンデン・プラ（Vanden Plas）は、イギリス、ベルギーにかつて存在した自動車メーカー、もしくはそのブランドである。現在では北米以外の地域での商標権を南京汽車が、北米での商標権をフォードが所有している。

## 発音と表記
名は創業家の姓から取られたものである。発祥地ベルギーでは主にオランダ語とフランス語が話されているが、前者では「ファンデン・プラス」と発音され、後者では「ヴァンデン・プラ」となる。創業者一家の第一言語がどちらであったか定かではないが、van den Plasという姓自体は「池の」という意味のオランダ語である。
日本ではヴァンデン・プラやヴァンデン プラスと表記される場合もあるが、本項ではバンデン・プラで統一する。

## 概要

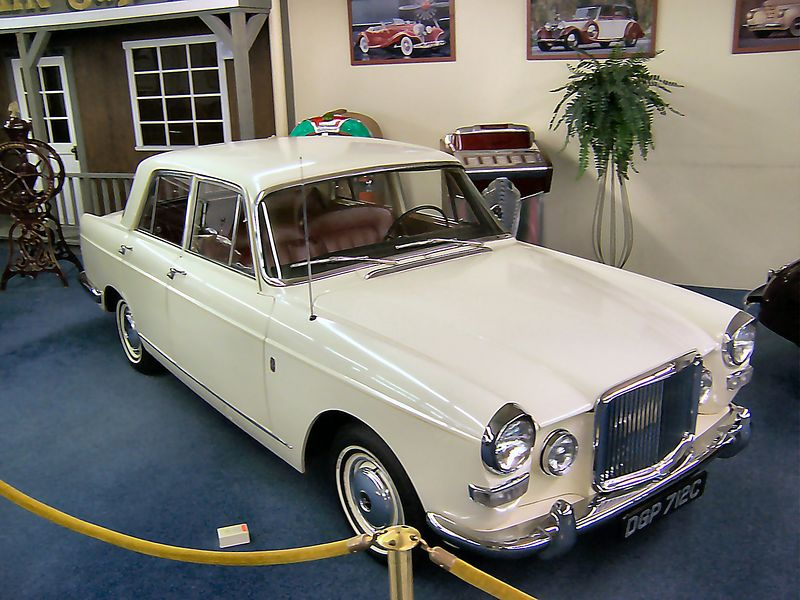
プリンセス 4リッター（1965年）

1898年にベルギーで馬車の車体を製造するコーチビルダー Carrosserie Van den Plasとして発足し、1913年、イギリスに自動車のボディを制作する支社を設立した。イギリスのバンデン・プラは本国とは別に独自の経営を促進し、ロールス・ロイスやベントレー等のボディ制作を請け負い、地位と名声を得ていった。
第二次世界大戦後、世界的不況の中でイギリスの自動車産業は打撃を受け、他の中小自動車メーカーが大手に吸収合併される中、バンデン・プラもオースチンに吸収され、オースチンの大型セダンをベースにした高級車をリリースした。これが最初の「バンデン・プラ・プリンセス（写真）」である。

## 歴史

### 3リッター / 4 リッター / 4リッターR

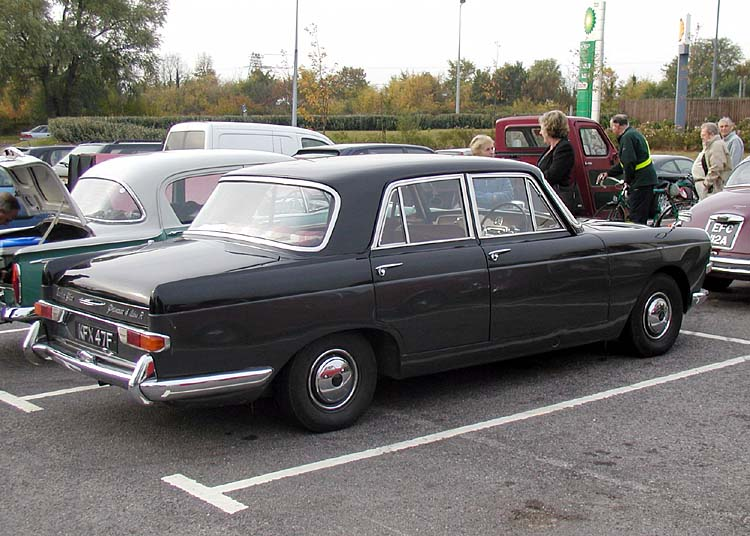
プリンセス 4リッター（1967年）

バンデン・プラの工場である「Princess Cars」で作られた最初の車は、大型セダンのオースチン・A99ウェストミンスター（
Austin Westminster ）をベースにしたもので、それぞれ3リットルと4リットルのエンジンを積んだ「バンデンプラ・3リッター」（英語版）と「バンデンプラ・4リッター」であった。両者にはオリジナルのフロントマスクが与えられ、内装はベースである大衆車とは大きく異なり、元コーチワーカーとしての仕事が存分に生かされた豪華で高級なものであった。その後ロールス・ロイス製直列6気筒エンジンを積んだ「4リッターR」（独語版）も生産された。

### ADO16

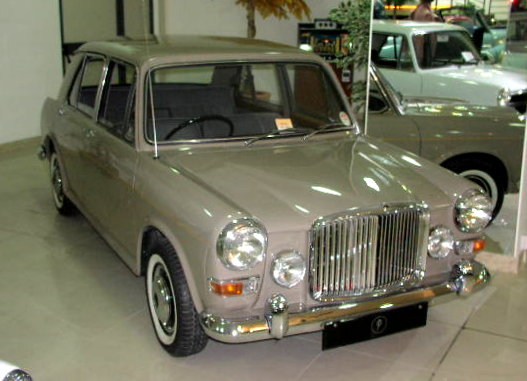
プリンセス Mk-I 1100

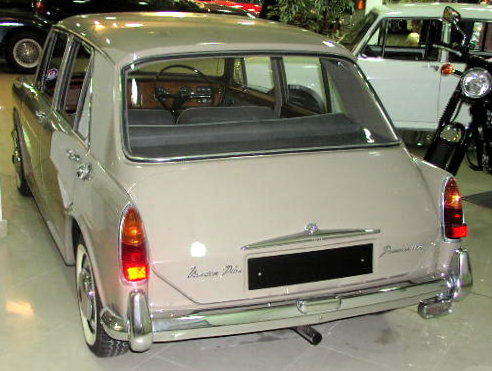
プリンセス Mk-I 1100

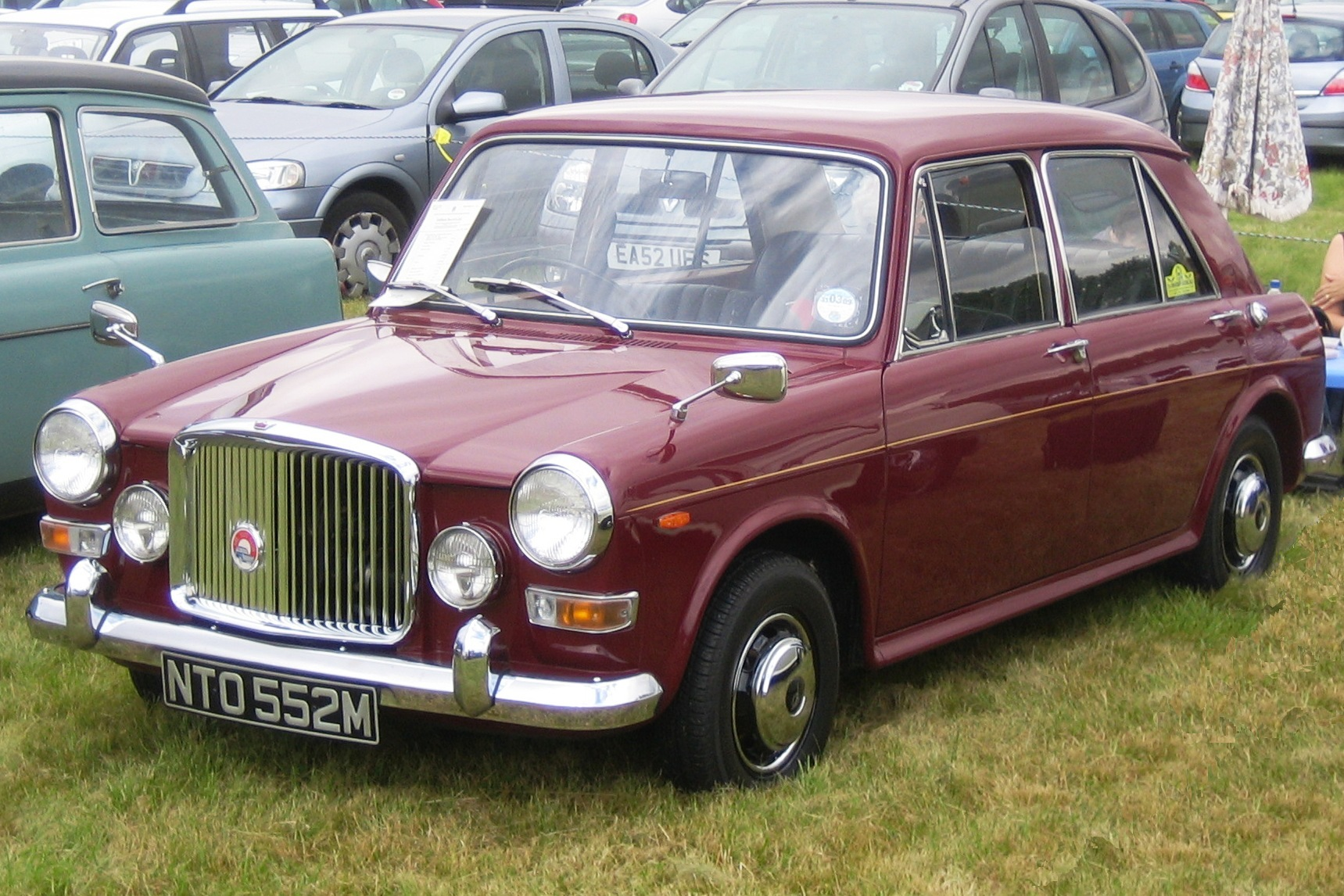
プリンセス Mk-III 1300

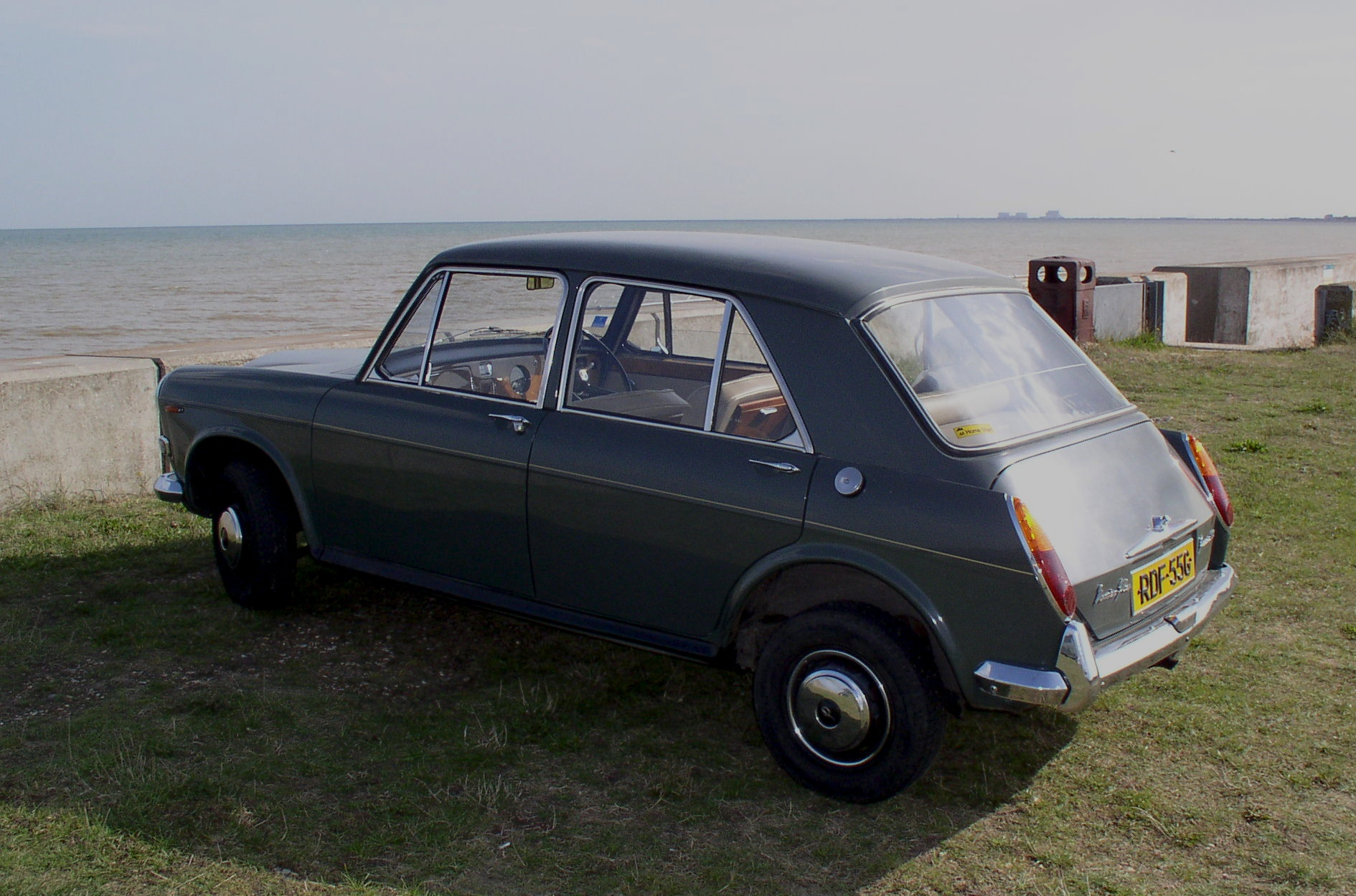
プリンセス 1300

やがてオースチンも、モーリスを代表とするナッフィールド・グループとの合併が決まり、1952年にブリティッシュ・モーター・コーポレーション (BMC) が発足した。BMCではウーズレーとともに、高級部門としての役割が与えられた。 
BMCが1962年にモーリスブランドから発売したADO16（ADOはAustin Drawing Officeの略）は、徐々にそのシリーズを拡大していき、最終的にはBMCの6部門のすべてから少しずつ趣向を変えて販売されることになり、1964年にはバンデン・プラ版となる「プリンセス1100」が登場した。大衆車ブランドのオースチンやモーリス、スポーツカーブランドのMGなどとの差別化を図るべく、思い切った高級化の手法が採られ、それまでの小型車の常識を覆すものとなった。
外装は以前のバンデン・プラと同じフロントマスクや、荘厳なフロントグリル、フォグランプなどにより、他ブランドのADO16とは異なる高級感を醸し出していた。内装はあらゆる部分を柔らかなモケットで覆い、ダッシュボードにウォールナットのウッドパネルを使用、ドアトリム上端にウッドキャッピングを施し、シートにはコノリーレザーをあてがい、分厚いクッションを使った上質なものを使用するなど、全長3.7 m、排気量1,100 ccの小型サルーンに、それまでの大型高級車で培ってきた手法をそのまま持ち込んだ。また、前席背面には後席用の折り畳み式ウォールナット製ピクニックテーブルが組み込まれるなど、このサイズでショーファードリブンカーを思わせるしつらえとなっていた。小型ながら優美なスタイルと豪華な内装を持つことから「ベビーロールス」とも呼ばれた。後に1,275 ccエンジンが追加されている。
その後、ADO16のマイナーチェンジにあわせた改良とコストダウンが行われた。リアコンビネーションランプの大型化、よりファストバックが強調されたスタイリング、内装の小変更などに加え、エンジン排気量を1,300 ccに統一するなどの変更が行われる。これに伴い、マイナーチェンジ以前のモデルをMk-I、それ以降をMk-IIと呼ぶことで区別されるようになった。Mk-Iのみテールフィンの存在が顕著で、リアコンビランプが小さく、その角度も直立気味なため、識別は容易である。
最終型となるMk-IIIは最後まで残ったADO16のひとつとして、1974年まで生産が継続された。

### ADO67

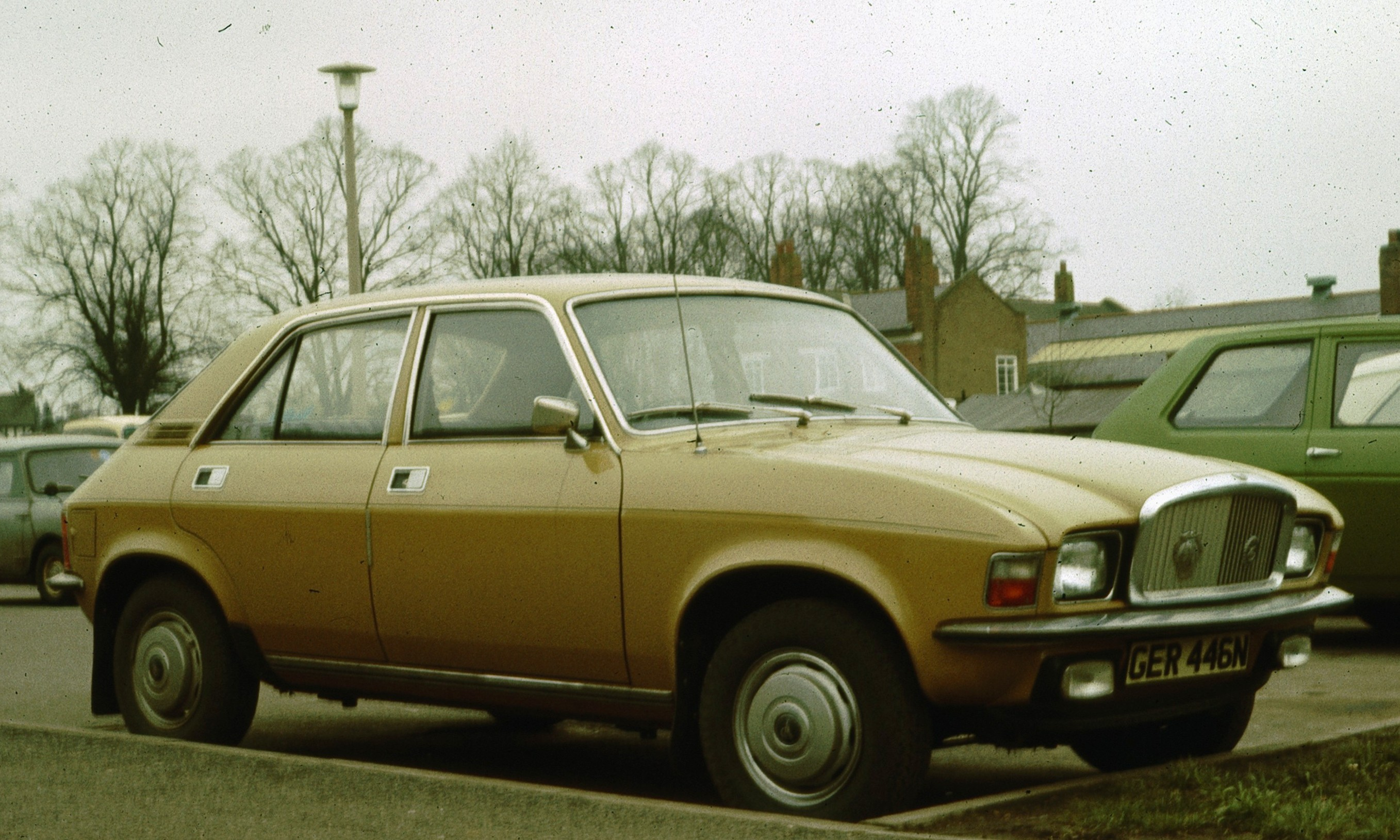
プリンセス 1500 / 1700

その後オースチン・アレグロをベースにしたプリンセス1500へとフルモデルチェンジされたが、ベース車が設計的に失敗作であったことや、バンデン・プラらしい特色にも乏しく、不人気のまま販売終了となった。これが「プリンセス」を冠した最後のモデルとなった。

### その後の動向

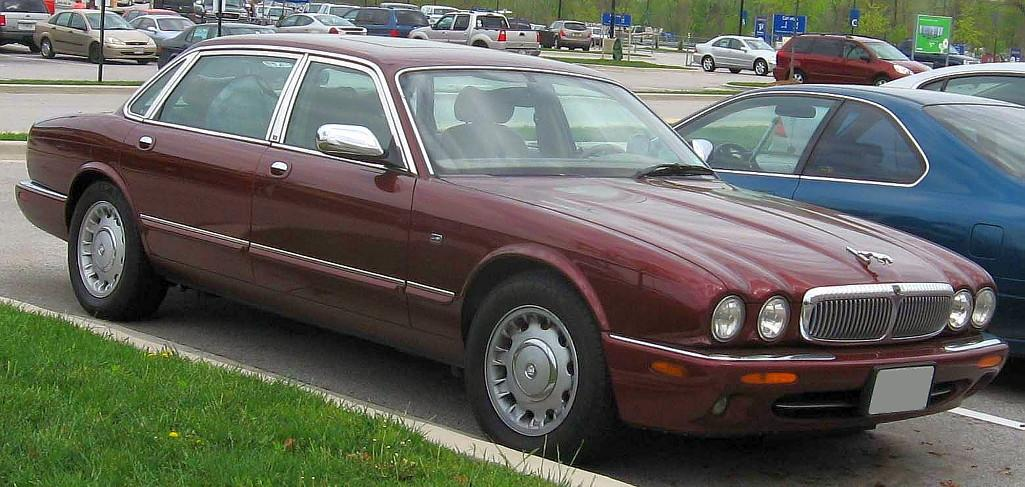
ジャガー XJ8 バンデン プラ

1968年以降はジャガーの上級仕様車のグレード名となり、現在、ジャガーの親会社、フォードが北アメリカでのブランド使用権を保有している（これはダイムラー・クライスラーとの協約上、デイムラーブランドが使えない国での対策とされている）。同様に、一時期はランドローバーのレンジローバークラシックの最上級グレードの名称としても使用されていた。北米以外の地域では南京汽車がその商標権を所有している。

## 車種一覧
- プリンセス 3リッター
- プリンセス 4リッター
- プリンセス 4リッターR
- プリンセス 1100 / 1275 / 1300
- プリンセス 1500 / 1700 / 1800